# Grabschützer See
Der Grabschützer See ist ein Tagebaurestsee ca. 6 km südwestlich von Delitzsch und 23 km nordwestlich von Leipzig in Sachsen. Er liegt u. a. im Gemeindegebiet von Wiedemar und ist Teil des Mitteldeutschen Seenlandes. 

## Benachbarte Seen
Der Zwochauer See grenzt südlich an den Grabschützer See, der Werbeliner See östlich. Der Schladitzer See liegt etwa 8 km südöstlich des Sees.

## Geschichte
Der Grabschützer See ist aus dem ehemaligen Tagebau Delitzsch-Südwest hervorgegangen. Seinen Namen bekam er von dem 1985 abgebaggerten südlich des heutigen Sees gelegenen Ort Grabschütz. Auf dem Gebiet des Grabschützer Sees wurde in den 1980er Jahren der Abraum des Tagebaus durch eine Förderbrücke verkippt. Die Deutsche Wiedervereinigung 1989/90 führte zu einer abrupten Einstellung der Braunkohleförderung.

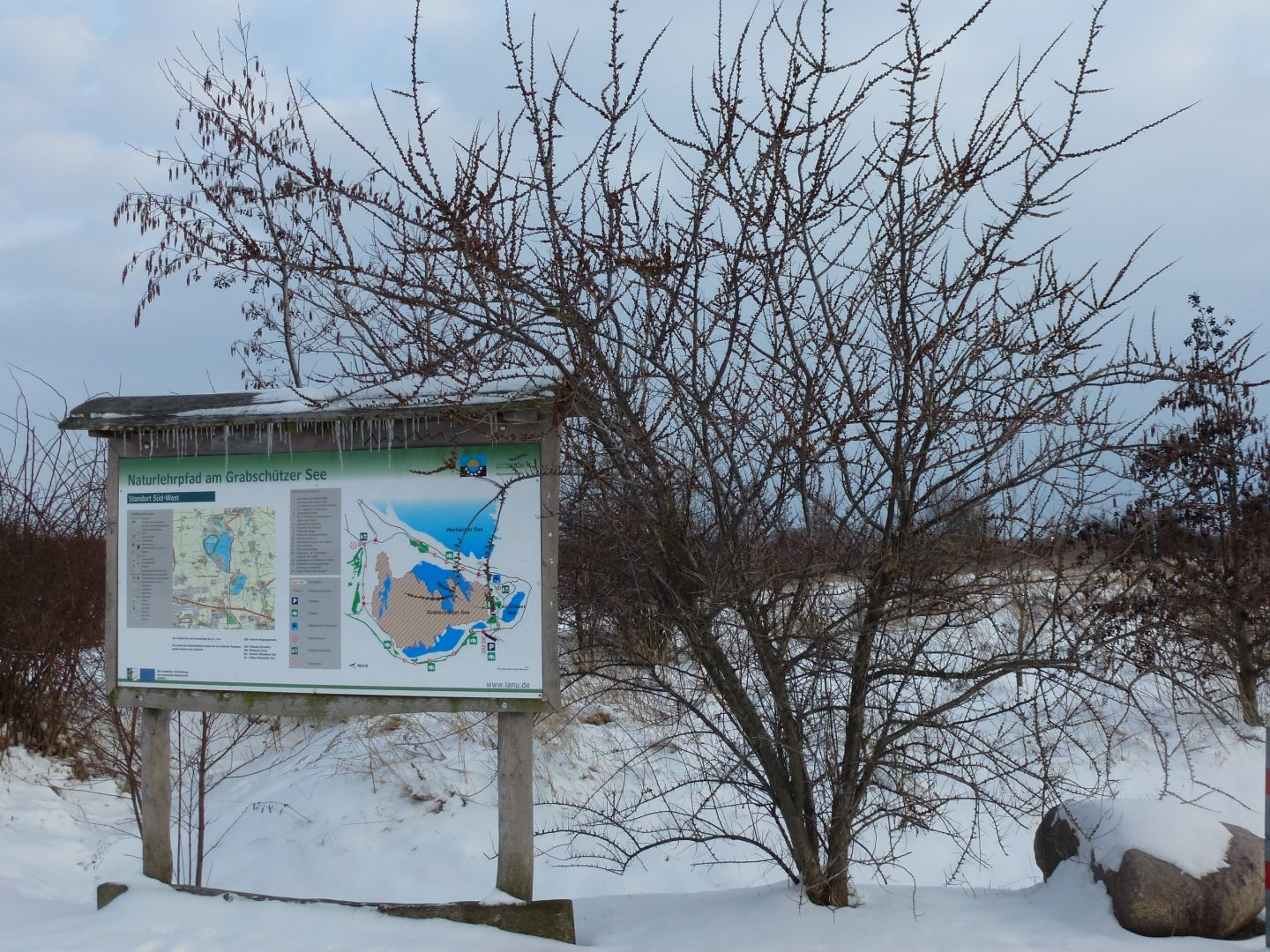
Informationstafel am Parkplatz zum Grabschützer und Zwochauer See

Ab 1993 mussten zunächst die nutzlos gewordenen Großgeräte entfernt und die Uferbereiche gesichert werden. Der entstehende See wird seit 1997 geflutet, vorgesehen ist ein Flutungszeitraum bis 2022. Die Herkunft des Flutungswassers ist ein natürlicher Grundwasseraufgang. Ziel ist ein Landschaftssee. Bei einer momentanen Wasserfläche von 78 Hektar beträgt die Wassertiefe des Sees jedoch meist nicht mehr als fünf Meter. Im Jahr 2002 wurden die Flächen des Sees durch die Sächsische Landesstiftung Natur und Umwelt von der LMBV erworben. Der See dient ausschließlich dem Naturschutz und wird weitgehend sich selbst überlassen. Dadurch wird er zum Lebensraum einer vielfältigen Tier- und Pflanzenwelt. 
Seit 2007 führt um den See ein sieben Kilometer langer Rundweg, Der Parkplatz nördlich von Zwochau dient dem Zugang zum Grabschützer und Zwochauer See.
Seit 2006 ist der Grabschützer See Vogelschutzgebiet und seit 2016 Teil des einstweilig gesicherten Naturschutzgebietes Werbeliner See.